# Gotra
Gotra (sanskrit) ou gotta (pali) désigne à l’origine un ancien nom de clan en Inde transmis en lignée paternelle. Le terme est utilisé au XXIe siècle pour désigner toutes sortes de lignées héréditaires, y compris matrilinéaires. Il est lié à la jāti. Les gotras sont à l’origine de noms de famille. Le sens originel du terme est étable, il désignerait à l’origine un ensemble de familles partageant la même étable, peut-être abritant spécialement des bêtes rituelles.
Selon la tradition, le système des gotras concernerait à l’origine exclusivement les brahmanes et serait apparu avant le VIIIe siècle av. J.-C. Il existerait sept gotras originels, issu chacun d’un des saptarshis, rishi (sage) des Védas né de l’esprit de Brahma : Gautama, Bharadvaja, Vishvamitra, Jamadagni, Vasishtha, Kasyapa, Atri ; la liste varie selon les sources et l’on trouve aussi Agastya au lieu de Vishvamitra. Avec le temps, d’autres gotras sont apparus tandis que ceux d’origine se subdivisaient en de nombreuses branches, donnant naissance à des noms de famille. Ils semblent avoir cessé très tôt d’être une exclusivité brahmane et brahmanique et concernent toutes les castes ainsi que des musulmans, sikhs ou bouddhistes indiens ou pakistanais. Le gotra rituel hindou reste néanmoins un gotra brahmane, les autres castes suivant théoriquement en religion celui de leur prêtre.
On connait des exemples de personnes adoptant un autre gotra de leur famille que celui qui leur échoit, ou combinant deux gotras : dans le Ramayana, on voit Rāma prendre le gotra de son arrière-grand-père (Raghu) plutôt que le sien propre (Surya) du fait du prestige du premier.
En principe, deux personnes portant le même gotra ne peuvent pas se marier, bien qu’il existe dans certaines communautés des exceptions ou des moyens de contourner l’interdit. La femme adopte le gotra de son mari.
Dans le bouddhisme mahayana, gotra peut prendre le sens de famille ou nature spirituelle.